# Auguste-Hilaire Léveillé
Ne doit pas être confondu avec Auguste L'Eveillé.
Pour les articles homonymes, voir Léveillé.
Auguste-Hilaire Léveillé né à Joué-du-Bois le 31 décembre 1840 et mort à Paris le 12 avril 1900 est un graveur, peintre, dessinateur et illustrateur français.

## Biographie
Né à Joué-du-Bois le 31 décembre 1840, Auguste-Hilaire Léveillé est élève des graveurs Jean Best (1808-1879) et Laurent Hotelin.
Il fit appel sa vie durant à tous les procédés de gravure, avec une préférence pour le travail sur bois.
Il exécute à partir des années 1860 de nombreuses gravures sur bois, signées « A. Léveillé », pour des périodiques comme  Le Magasin pittoresque, L'Univers illustré, L'Art (à partir de 1875), la Revue illustrée, Le Monde illustré, Le Monde artiste, ou la Gazette des beaux-arts. Il grave également de nombreuses vignettes pour des livres illustrés, dont des vues anatomiques pour des traités de médecine.
Son travail de peintre est montré au Salon des artistes français de 1873.
En 1888, il participe à l'Exposition internationale de blanc et noir, section « Gravure » et dans sa réunion du 21 novembre, le jury ayant décidé que le prix d'honneur offert par le président de la République Sadi Carnot pouvait être accordé à un artiste ayant déjà été récompensé au Salon, il reçoit ce prix.
Avant 1892, il produit pour la Banque de France le recto d'une coupure de réserve, imprimée en prévision d'une trop forte augmentation de la contrefaçon.
Il devient à partir des années 1880 l'un des graveurs des œuvres sculptées d'Auguste Rodin.
Il a comme élève Jules Germain (1877-1946).
Le 3 avril 1894 il est nommé chevalier de la Légion d'honneur.
Résidant boulevard du Montparnasse à Paris, il meurt à son domicile le 12 avril 1900.

## Ouvrages illustrés
- Auguste Cullerier, Précis iconographique des maladies vénériennes, dessin d'après nature, 74 gravures au burin sur acier, Paris, Librairie de Méquignon-Marvis, 1861-1866.
- Auguste Le Pileur, Le Corps humain, 46 vignettes, collection « Bibliothèque des merveilles », Paris, Librairie Hachette, 1869.
- Prosper Mérimé, Chronique du règne de Charles IX, 110 bois d'après des dessins de Édouard Toudouze, Paris, Émile Testard & Cie, 1889.
- Abbé Prévost, Histoire de Manon Lescaut, avec illustrations de Louis Morin gravées par A. Léveillé, Paris, Veuve Jousse, s.d. [vers 1890].
- Alexandre Dumas, Le Chevalier de Maison-Rouge, illustrations de Julien Le Blant, Paris, Testard, 1894, 2 volumes.
- Léon Maillard, Auguste Rodin, statuaire, Paris, Henri Floury, 1899, avec cinq bois de Léveillé.